# Altos Computer Systems ACS-586
Altos Computer Systems ACS-586 (ACS-586 / 686) је био професионални рачунар фирме Altos Computer Systems који је почео да се производи у САД од 1983. године.
Користио је Intel 8086 као микропроцесор. RAM меморија рачунара је имала капацитет од 512 kb (до 1Mb). 
Као оперативни систем кориштен је Xenix, MP/M-86, Pick, MS-DOS.

## Детаљни подаци
Детаљнији подаци о рачунару ACS-586 су дати у табели испод.
|                       | |
| [ 1 ]                 | |
| Произвођач            | |
| Тип                   | професионални рачунар                                                                                |
| Меморија              | 512 (до 1Mb)                                                                                         |
| Поријекло             | Сједињене Америчке Државе                                                                            |
| Година                | 1983                                                                                                 |
| Тастатура             | тастатура са пуним помаком тастера (108 тастера), едит + нумеричка тастатура, 16 функцијских тастера |
| Процесор              | 8086                                                                                                 |
| Фреквенција процесора | 10                                                                                                   |
| RAM                   | 512 (до 1Mb)                                                                                         |
| ROM                   | 32                                                                                                   |
| Текст                 | 40 x 25, 80 x 25, 132 x 40                                                                           |
| Графика               | 800 x 325                                                                                            |
| Боја                  | једна боја                                                                                           |
| Звук                  | мали звучник                                                                                         |
| Димензије             | непознато                                                                                            |
| Портови               | |
| Оперативни систем     | |